# Ладья (хоккейный клуб)
Хокке́йный клуб «Ладья» — профессиональный хоккейный клуб, представляющий российский город Тольятти. Выступает в Чемпионате МХЛ. Является фарм-клубом команды КХЛ «Лада».

## История
Клуб был основан в 2009 году. До того времени команда выступала в Первой лиге чемпионата России под названием «Лада-2». Логотип «Ладьи» был выбран 22 июня 2009 года путём голосования среди болельщиков. Он представляет собой стилизованную эмблему главного спонсора команды.
Начало первого сезона получилось для «Ладьи» удачным: в четырёх стартовых матчах тольяттинцы одержали три победы. В дальнейшем тольяттинцы выступали неудачно, нечасто радуя победами своих поклонников. Первый этап «Ладья» завершила на последнем 12-м месте в Восточной конференции, со значительным отставанием от ближайшего конкурента. На втором этапе тольяттинцы смогли собраться и выступили намного удачнее. Стоит отметить гостевые победы над «Толпаром» (5:4) и «Реактором» (3:2). Ещё удачнее «Ладья» сыграла дома: две победы над «Кузнецкими медведями», по одной — над «Белыми медведями» и «Сибирскими снайперами». Эти локальные успехи не позволили подопечным Олега Волкова (в ходе сезона он сменил на тренерском мостике ещё одного экс-игрока «Лады» — Павла Десяткова) покинуть последнее место в конференции, но отставание от «Сибирских Снайперов» на финише сезона составило 7 очков, что не выглядело пропастью. По ходу сезона в юниорские сборные России привлекались несколько хоккеистов «Ладьи»: Кирилл Брашкин, Андрей Макаров, Максим Томкин, Андрей Сигарёв.
Первые два сезона для «Ладьи» в МХЛ оказались неудачными — в обоих случаях команда занимала последнее место в лиге. Всего на счету тольяттинцев 19 побед и 88 поражений в 107 матчах в МХЛ при разнице шайб 234—476.
По итогам сезона 2011-12 года «Ладья», также заняла последнее место в чемпионате и, по итогам плей-аута, была вынуждена перейти в Первенство МХЛ. Спустя год команда вернулась в Чемпионат МХЛ.

## Выступлений в МХЛ
| Сезон   | Регулярный чемпионат                                 | Плей-офф |
| ------- | ---------------------------------------------------- | -------- |
| 2009-10 | 10 место в дивизионе «Восток»                        | -        |
| 2010-11 | 7 место в дивизионе «Поволжье»                       | -        |
| 2011-12 | 32 место в Чемпионате, вылет во второй дивизион      | -        |
| 2012-13 | 3 место в дивизионе «Поволжье», 5 место в Чемпионате | 1/4      |
| 2013-14 | 7 место в дивизионе «Поволжье»                       | 1/16     |
| 2014-15 | 7 место в дивизионе «Поволжье»                       | 1/16     |

## Известные игроки
- Андрей Макаров (2009—2010) Серебряный призёр МЧМ 2012 и бронзовый призёр МЧМ 2013
- Андрей Сигарёв 2009—2010) бронзовый призёр МЧМ 2013
- Денис Гурьянов 2013—2016) бронзовый призёр МЧМ 2017

## Руководство клуба
- Генеральный директор — Андрей Геннадьевич Галайда
- Генеральный менеджер: — Сергей Михайлович Михалев

## Тренерский штаб
- Главный тренер — Сергей Лопушанский
- Тренер — Сергей Николаевич Сюрдяев

## Ежегодные результаты

### Регулярный чемпионат
Примечание: И — количество игр, В — выигрыши в основное время, ВО — выигрыши в овертайме, ВБ — выигрыши по буллитам, ПО — проигрыши в овертайме, ПБ — проигрыши по буллитам, П — проигрыши в основное время, ГЗ — голов забито, ГП — голов пропущено, О — очки, Штр — штрафные минуты.
| Сезон   | И  | В  | ВО | ВБ | ПБ | ПО | П  | О  | ГЗ  | ГП  |
| ------- | -- | -- | -- | -- | -- | -- | -- | -- | --- | --- |
| 2009-10 | 54 | 11 | 0  | 1  | 3  | 3  | 36 | 41 | 125 | 231 |
| 2010-11 | 53 | 3  | 1  | 3  | 3  | 1  | 42 | 21 | 109 | 245 |
| 2011-12 | 60 | 9  | 0  | 9  | 2  | 4  | 36 | 51 | 141 | 208 |
| 2012-13 | 44 | 30 | 1  | 1  | 2  | 0  | 10 | 96 | 162 | 94  |
| 2013-14 | 56 | 16 | 2  | 0  | 2  | 1  | 35 | 55 | 127 | 210 |
| 2014-15 | 54 | 20 | 1  | 2  | 4  | 4  | 23 | 74 | 180 | 198 |
| 2015-16 | 44 | 13 | 1  | 4  | 1  | 2  | 23 | 52 | 148 | 168 |
| 2016-17 | 60 | 20 | 1  | 4  | 7  | 2  | 26 | 79 | 168 | 199 |

### Плей-офф
- 2013—2014 Поражение в 1/16 финала от «Белых медведей» — 0:3 (2:4, 0:3, 3:6)
- 2014—2015 Поражение в 1/16 финала от «Толпара» — 1:3 (6:3, 2:6, 4:6, 4:6)

## Участники Кубка Вызова МХЛ
- 2010 — Константин Бочкарёв З
- 2011 — Валерий Васильев З
- 2012 — Константин Бочкарёв З
- 2014 — Александр Сорокин З
- 2015 — Егор Бабенко Н
- 2016 — Ринат Юмангулов Н
- 2017 — Роман Поляничев Н
- 2018 — Владимир Журавлёв Н
- 2019 — Андрей Гришаков Н
- 2020 — Дмитрий Костенко З
- 2022 — Сергей Макаров З